# 凸包

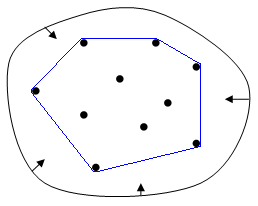
凸包（Convex hull）：彈性繩帶的類比。

在一个实数向量空間{\displaystyle V}中，对于给定集合{\displaystyle X}，所有包含X的凸集的交集{\displaystyle S}被称为{\displaystyle X}的凸包。
{\displaystyle S:=\bigcap _{X\subseteq K\subseteq V \atop K\ \mathrm {is\ convex} }K.}
{\displaystyle X}的凸包可以用{\displaystyle X}内所有点{\displaystyle (x_{1},\ldots ,x_{n})}的线性组合来构造。
{\displaystyle S:=\left\{\left.\,\sum _{j=1}^{n}t_{j}x_{j}\,\right|x_{j}\in X,\,\sum _{j=1}^{n}t_{j}=1,\,t_{j}\in \lbrack 0,1\rbrack \,\right\}.}
在二维欧几里得空间中，凸包可想象為一條剛好包著所有點的橡皮圈。

## 演算法

### 增量式算法
逐次將點加入，然後檢查之前的點是否在新的凸包上。由於每次都要檢查所有之前的點，時間複雜度為{\displaystyle O(n^{2})}。

### 包裹法（Jarvis步进法）
首先由一點必定在凸包的點開始，例如最左的一點{\displaystyle A_{1}}。然後選擇{\displaystyle A_{2}}點使得所有點都在{\displaystyle A_{1}A_{2}}的右方，這步驟的時間複雜度是{\displaystyle O(n)}，要比較所有點以{\displaystyle A_{1}}為原點的極坐標角度。以{\displaystyle A_{2}}為原點，重覆這個步驟，依次找到{\displaystyle A_{3},A_{4},...,A_{k},A_{1}}。這總共有{\displaystyle k}步。因此，時間複雜度為{\displaystyle O(kn)}。

### 葛立恒（Graham）扫描法
由最底的一點{\displaystyle A_{1}}開始（如果有多个这样的点，那么选择最左边的），計算它跟其他各點的連線和x軸正向的角度，按小至大將這些点排序，稱它們的對應點為{\displaystyle A_{2},A_{3},...,A_{n}}。這裡的時間複雜度可達{\displaystyle O(n\log {n})}。
考慮最小的角度對應的點{\displaystyle A_{3}}。若由{\displaystyle A_{2}}到{\displaystyle A_{3}}的路徑相對{\displaystyle A_{1}}到{\displaystyle A_{2}}的路徑是向右轉的（可以想象一個人沿{\displaystyle A_{1}}走到{\displaystyle A_{2}}，他站在{\displaystyle A_{2}}時，是向哪邊改變方向），表示{\displaystyle A_{3}}不可能是凸包上的一點，考慮下一點由{\displaystyle A_{2}}到{\displaystyle A_{4}}的路徑；否則就考慮{\displaystyle A_{3}}到{\displaystyle A_{4}}的路徑是否向右轉……直到回到{\displaystyle A_{1}}。
這個演算法的整體時間複雜度是{\displaystyle O(n\log {n})}，注意每點只會被考慮一次，而不像Jarvis步进法中會考慮多次。
這個演算法由葛立恆在1972年發明。它的缺點是不能推廣到二維以上的情況。

### 單調鏈
將點按x坐標的值排列，再按y坐標的值排列。
選擇x坐標為最小值的點，在這些點中找出y坐標的值最大和y坐標的值最小的點。對於x坐標為最大值也是這樣處理。將兩組點中y坐標值較小的點連起。在這條線段下的點，找出它們之中y坐標值最大的點，又在它們之間找x坐標值再最小和最大的點……如此類推。
時間複雜度是{\displaystyle O(n\log {n})}。

### 分治法
將點集X分成兩個不相交子集。求得兩者的凸包後，計算這兩個凸包的凸包，該凸包就是X的凸包。時間複雜度是{\displaystyle O(n\log {n})}。

### 快包法（Akl-Toussaint启发式）
選擇最左、最右、最上、最下的點，它們必組成一個凸四邊形（或三角形）。這個四邊形內的點必定不在凸包上。然後將其餘的點按最接近的邊分成四部分，再進行快包法（QuickHull）。

## 各种星形多面体的凸包
| 多面体名称     | 凸包       |
| -------------- | ---------- |
| 小星形十二面体 | 正二十面体 |
| 大十二面体     | 正二十面体 |
| 大星形十二面体 | 正十二面体 |
| 大二十面体     | 正十二面体 |

## 應用
- 圖象處理
- 模式識別
- 地理信息系統

## 外部連結
- 一個展示這些演算法如何運作的Java Applet
- Convex Hull, Kin Yin Li
- QuickHull 介紹：（页面存档备份，存于）
- Incremental(增量法) 介紹（页面存档备份，存于）
- Jarvis March (Gift Wripping)介紹：（页面存档备份，存于）